# Steppa alberata del Selenga-Orkhon
La steppa alberata del Selenga-Orkhon è un'ecoregione situata nell'Asia centrale, appartenente al bioma delle praterie, savane e macchie temperate, e comprende gran parte della Mongolia centro-settentrionale, con una propaggine che si estende per breve tratto nella Russia meridionale (codice ecoregione: PA0816).

## Geografia

### Descrizione
Questa ecoregione è situata tra la steppa e la taiga e comprende i bacini dei fiumi Orkhon e Selenga. L'altitudine media delle montagne che caratterizzano l'ecoregione è compresa tra 1.500 e 2.000 m, mentre l'altitudine media generale della zona è di circa 800-1.200 m. Gruppi di alberi e boschetti, spesso alternati a terreni con suoli salini, si estendono nella vasta steppa delle valli montane. I versanti settentrionali e nord-occidentali delle catene montuose che circondano il bacino presentano foreste di latifoglie. Alle quote inferiori le foreste sono dominate prevalentemente da Rosa acicularis, mentre Cotoneaster melanocarpus risulta raro. A causa del paesaggio e del clima umido associato alle foreste nel delta del fiume Selenga, si sviluppano suoli grigi, grigio-fangosi e grigio scuri.

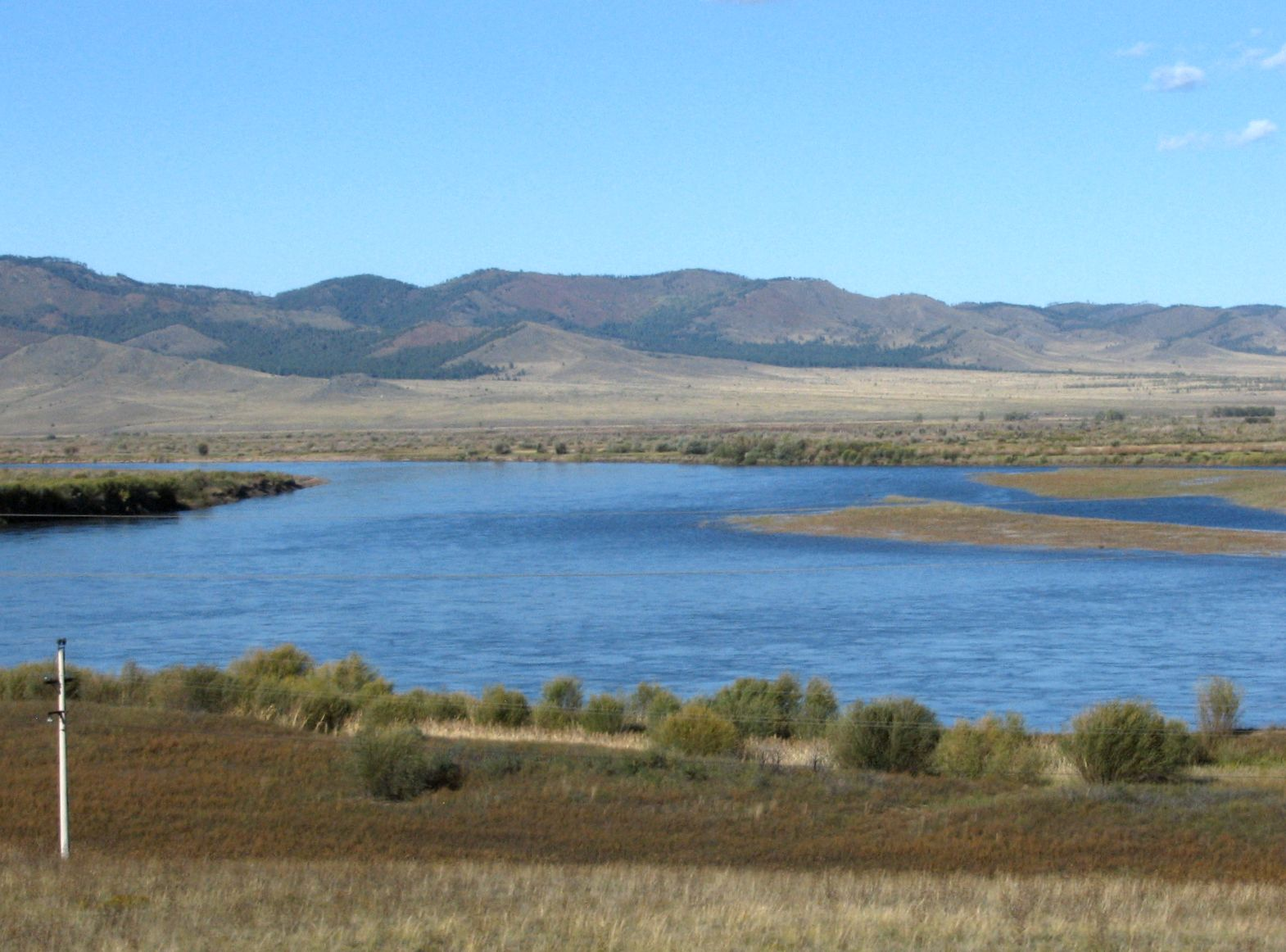
Il fiume Selenga, 100-200 km dal confine russo. Da notare le pendici delle colline ricoperte di boschi.

### Clima
Dal punto di vista climatico, la steppa alberata del Selenga-Orkhon è caratterizzata da condizioni di aridità simili a quelle delle regioni steppiche limitrofe. I venti caldi e secchi provenienti dalla steppa nord-orientale contribuiscono a determinare le peculiari caratteristiche ambientali della regione. La stagione invernale nel bacino dura da metà ottobre fino alla fine di marzo o all'inizio di aprile, con temperature medie di gennaio comprese tra -20° C e -25° C. La primavera inizia ai primi di aprile e termina a fine giugno. Forti venti e improvvisi abbassamenti di temperatura continuano a verificarsi con regolarità fino a giugno. L'estate ha inizio a metà giugno e dura tra 80 e 90 giorni, con precipitazioni estive di 250-300 mm, mentre quelle autunnali e invernali variano tra 150 e 200 mm. L'autunno inizia a metà settembre e dura circa 65 giorni.

## Flora

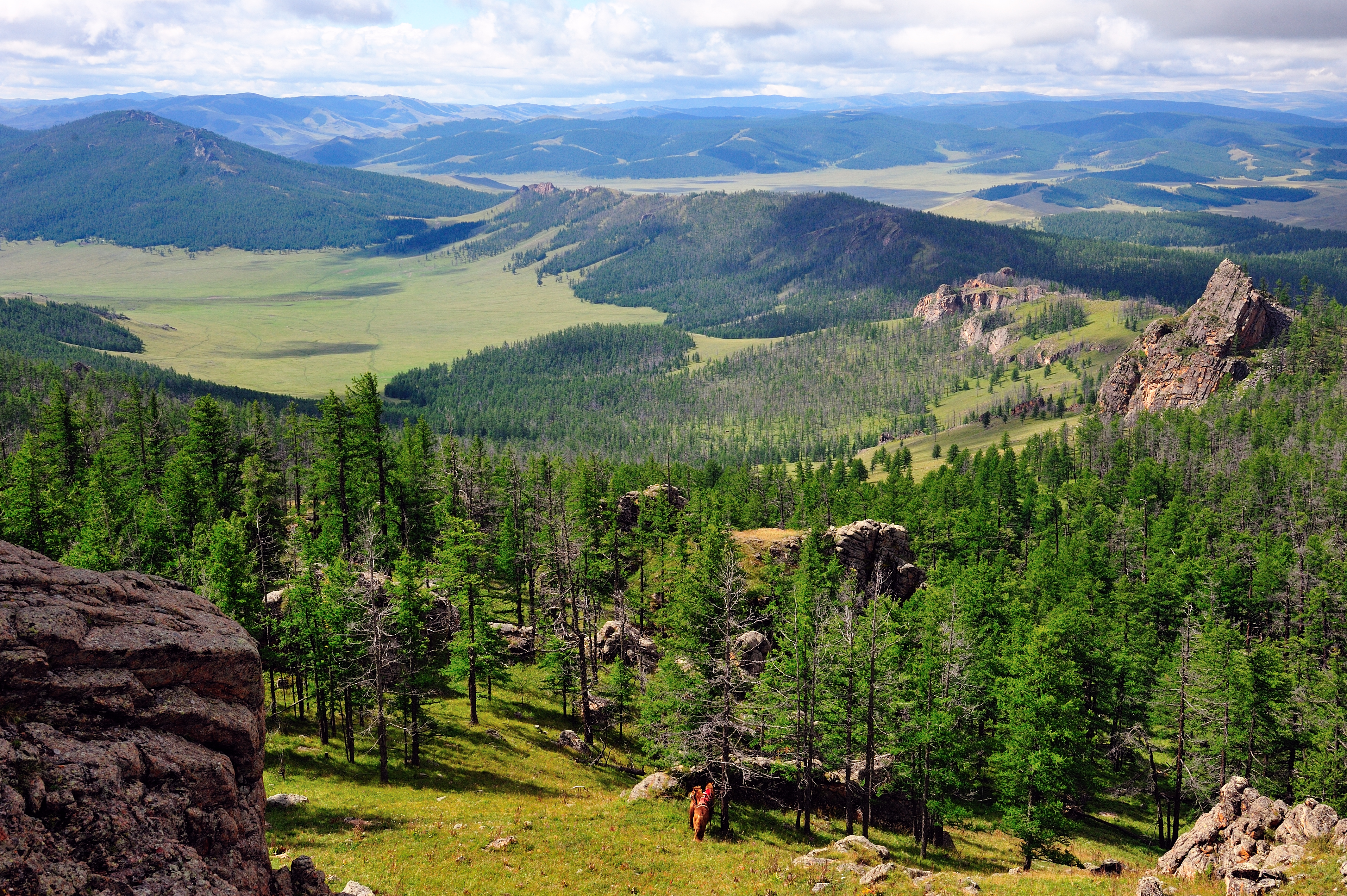

Le foreste di conifere si trovano sui versanti settentrionali delle montagne della regione, mentre i versanti meridionali sono ricoperti da vegetazione aperta di steppa. Questa vegetazione di steppa aperta rappresenta una transizione tra flora forestale e steppica, e include specie quali il pino silvestre (Pinus sylvestris) e il pioppo tremulo (Populus tremula).
Le comunità vegetali della steppa arida costituiscono circa l'88% dell'intera superficie dell'ecoregione. Stipa cleistogenes è presente in circa il 40% del territorio, mentre nelle aree più elevate predominano erbe come Cleistogenes gramineae. Caragana stipa è distribuita in piccole macchie sparse su tutta l'ecoregione. Una caratteristica unica di questa zona è la presenza di aree sabbiose di dimensioni ridotte, ciascuna con una composizione floristica peculiare. Queste aree sabbiose ospitano alberi come Ulmus pumila, Populus tremula e Padus asiatica, oltre a diverse specie di salici in ambienti più umidi (Salix pentandra, S. tenuifolia).

## Fauna
La fauna di questa ecoregione è rappresentativa delle specie tipiche delle foreste e delle steppe della più ampia regione geografica. Le aree steppiche, in particolare, presentano un'elevata diversità faunistica. Tutte le zone di steppa sono abitate da numerose specie di roditori. I principali rappresentanti sono la lepre di Tolai (Lepus tolai), il topo selvatico coreano (Apodemus peninsulae), lo scoiattolo comune (Sciurus vulgaris) e l'arvicola del Nord (Alexandromys oeconomus). Altre specie rilevanti includono il tamia siberiano (Eutamias sibiricus) e il cinghiale (Sus scrofa). Le aree di steppa alberata sono visitate in inverno dal lupo (Canis lupus) e, durante la migrazione, dall'orso bruno (Ursus arctos).
Nel bacino del fiume Selenga sono presenti 18 specie di uccelli incluse nel Mongolian Red Data Book. Tra le specie più significative si segnalano: il pellicano riccio (Pelecanus crispus), la spatola (Platalea leucorodia), la cicogna nera (Ciconia nigra), il cigno selvatico (Cygnus cygnus), l'oca cigno (Anser cygnoides), il falco pescatore (Pandion haliaetus), l'aquila di mare codabianca (Haliaeetus albicilla), il tetraogallo dell'Altai (Tetraogallus altaicus), la gru collobianco (Antigone vipio), la gru siberiana (Leucogeranus leucogeranus), il corridore della sabbia semipalmato (Limnodromus semipalmatus), il gabbiano del Pallas (Ichthyaetus ichthyaetus), la sassicola di Hodgson (Saxicola insignis), il pendolino eurasiatico (Remiz pendulinus) e il podoce di Henderson (Podoces hendersoni).

## Minacce
Ad eccezione di alcune piccole aree protette, non esiste una tutela estesa dell'integrità ecologica di questa ecoregione. L'area è densamente abitata da comunità di pastori e l'allevamento è ampiamente praticato. Le valli inferiori del bacino del Selenga, aride ma fertili, sono intensamente utilizzate per l'agricoltura, la produzione di foraggio e l'allevamento del bestiame.
I corsi d'acqua sono minacciati dall'attività di ricerca aurifera (gold panning), ampiamente diffusa nella regione. I centri abitati (come Erdenet e altri capoluoghi distrettuali) comportano anche minacce industriali connesse. Le pressioni derivanti da ferrovie, strade e industrie di trasformazione, come quelle del rame e del cemento, rappresentano forse la minaccia più significativa per questa ecoregione e per la natura della Mongolia in generale.